# Isaak Raboy
Isaak Raboy (de asemenea cunoscut ca Eisik Raboi, Isaac Raboy; în idiș אײַזיק ראַבאָי‎, în rusă Исаак Рабой; n. 15 noiembrie 1882, Zavallea, Raionul Camenița, Hmelnîțkîi, Regiunea Hmelnîțkîi, Ucraina – d. 8 ianuarie 1944, New York City, New York, SUA) a fost un scriitor evreu. A scris preponderent în idiș.

## Biografie
S-a născut în satul Zavalie (acum în Ucraina) din gubernia Podolia a Imperiului Rus. La scurt timp după naștere, întreaga familie (tatăl Iosl-Haim, mama Haya-Reizl și ceilalți fii) s-a mutat în târgul Lipcani (acum oraș din raionul Briceni, Republica Moldova) din județul Hotin, gubernia Basarabia și câțiva ani mai târziu (când viitorul scriitor a împlinit 3 ani) la Rîșcani (acum centrul raional al Republica Moldova) din județul vecin Bălți, unde tatăl său a închiriat un oficiu poștal. Aici Raboy a studiat la heder, a învățat independent limba rusă și a devenit interesat de literatură. La Rîșcani, Raboy, împreună cu un grup de prieteni, sub influența ideilor iluministe, au creat o școală de două clase și o bibliotecă evreiască. O vreme a locuit în târgul vecin Edineț (acum centrul raional al Republica Moldova) din același județ Hotin.
În 1904 a emigrat în Statele Unite, unde a devenit adeptul lui David Ignatoff și l-a cunoscut și pe David Pinski. 
Fiind entuziasmat de viața rurală și de agricultură, a urmat o școală agricolă din 1908 până în 1910 și a obținut în curând un loc de muncă ca fermier în Dakota de Nord, unde a petrecut câțiva ani. În 1913 s-a întors dezamăgit la New York, încercându-și norocul în afaceri, lucrând într-o fabrică.
Primul său roman despre viața evreiască în imensitatea naturii americane („domnul Goldenberg”) a avut un mare succes, la fel ca și romanele pe care le-a scris în deceniul următor.
A fost un autor al mai multor drame. În 1928 a devenit angajat al revistelor Freedom și Hammer. A reușit să publice un număr mare de articole în revista Der Arbeiter („Muncitorul”).
Raboy a extins domeniul literaturii idiș pentru a include tipul muncitorului agricol evreu, aducând în el motivul dragostei pentru mediul rural și a libertății, dorul de natură, în special liniștea vastă a preriei.
Cel mai faimos roman al său este lucrarea publicată în 1942 – Der Yidischer cowboy („Cowboy-ul idiș”), care descrie viața slujitorului evreu Isaac într-o fermă din Dakota de Nord, care crede că este acceptat de mediul său creștin și nu poate explica de ce se simte totuși străin. În cele din urmă, este insultat ca evreu și se întoarce dezamăgit în estul Americii.